# Bah N'Daw
Bah N'Daw ou Ba N'Daou, né le 23 août 1950 à San (région de Ségou), est un militaire et homme d'État malien. Il est à la tête du pays, en tant que président de la Transition, de septembre 2020 à mai 2021.
Officier de l'Armée de l'air, il est ministre de la Défense et des Anciens Combattants au sein du gouvernement de Moussa Mara, de 2014 à 2015.
Il devient président de la Transition sur désignation de la junte militaire ayant renversé le président Ibrahim Boubacar Keïta lors du coup d'État de l’été 2020. Assimi Goïta conserve cependant la réalité du pouvoir. Huit mois plus tard, lors d'un nouveau putsch de Goïta, Bah N'Daw est arrêté avec le Premier ministre, Moctar Ouane, et renonce au pouvoir sous la pression de l’armée.

## Situation personnelle

### Formation et carrière militaire
Né le 23 août 1950 à San (région de Ségou),, il rejoint en 1973 l'armée de l'air. Il est formé l'année suivante en Union soviétique comme pilote d'hélicoptère puis diplôme de la 7e promotion de l'École militaire interarmes de Koulikoro (1976-1978). Il devient aide de camp du président Moussa Traoré mais quitte volontairement son poste en 1990, en désaccord avec le dictateur. En 1994, il est breveté du Collège interarmées de Défense français. En 2003, il devient le chef d'état-major de l'armée de l'air mais démissionne dès le 2 avril 2004. Il prend en 2012 sa retraite au grade de colonel-major.

### Vie privée
Il est d’ascendance minianka et il parle français, russe et anglais, en plus du bambara. Il est l'oncle du général Moussa Diawara, directeur général du renseignement intérieur sous la présidence d'Ibrahim Boubacar Keïta.

## Parcours politique

### Ministre de la Défense
Bah N'Daw est ministre de la Défense et des Anciens Combattants du 28 mai 2014 au 10 janvier 2015, dans le gouvernement Moussa Mara et sous la présidence d'Ibrahim Boubacar Keïta. Il travaille à ce titre avec les forces françaises de l'opération Serval puis Barkhane. Réputé pour son intégrité, il aurait choisi de quitter son poste pour refuser de cautionner la réintégration des anciens rebelles déserteurs, demandée lors des discussions préalables aux accords d'Alger.

### Président de la Transition

#### Désignation

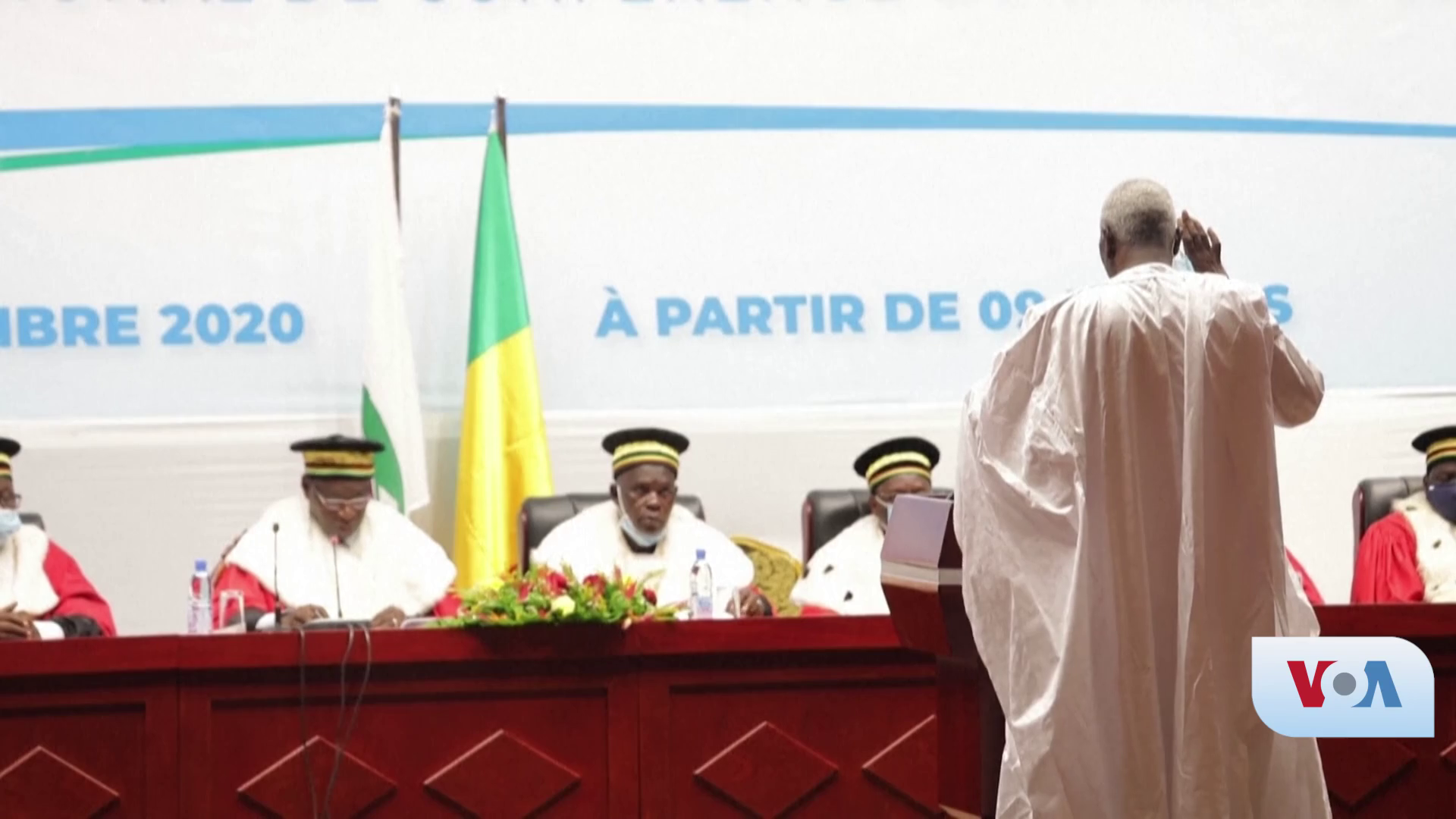
Bah N'Daw (de dos) prêtant serment, le 25 9 2020.

Le 21 septembre 2020, un mois après le renversement d'Ibrahim Boubacar Keïta par un coup d’État, il est désigné président de la Transition par la junte militaire, constituée autour du Comité national pour le salut du peuple (CNSP). Le dirigeant de celui-ci, le colonel Assimi Goïta, est nommé vice-président de la Transition, chargé des Questions de défense et de sécurité.
Bah N'Daw rencontre l'ancien président nigérian Goodluck Jonathan, envoyé spécial de la CEDEAO, le 24 septembre, et prête serment le lendemain, en présence de celui-ci et du président bissau-guinéen Umaro Sissoco Embaló,.

#### Exercice du pouvoir
Le 27 septembre 2020, il nomme l'ancien ministre des Affaires étrangères Moctar Ouane à la fonction de Premier ministre,.
Assimi Goïta demeure le dirigeant de facto du pays.

#### Renversement
Le 24 mai 2021, peu après l'annonce d’un second gouvernement conduit par Moctar Ouane se caractérisant par la mise à l'écart de certains membres de l'ex-CNSP, Bah N’Daw, le Premier ministre et le ministre de la Défense désigné sont interpelés puis conduits sous escorte militaire à Kati,. Le lendemain, le colonel Assimi Goïta annonce avoir « démis de leurs prérogative » le président et le Premier ministre, qu’il accuse de « sabotage » de la transition, leur reprochant d'avoir formé un nouveau gouvernement sans se concerter avec lui alors que la charte de la transition lui confère un droit de regard sur le choix du ministre de la Défense et celui de la Sécurité, qui étaient jusqu’alors ses alliés Camara et Koné,. Bah N'Daw annonce formellement sa démission le 26 mai au médiateur de la CEDEAO Goodluck Jonathan. Il est libéré dans la foulée.
Avec ce coup d’État, Assimi Goïta devient président de la Transition par intérim. Le 28 mai, constatant la vacance à la présidence, la Cour constitutionnelle déclare celui-ci président de la Transition jusqu'au terme de la période transitoire.
En août 2021, la Cour de justice de la Communauté économique des États d'Afrique de l'Ouest (CEDEAO) demande aux autorités maliennes de lui justifier la résidence surveillée de Moctar Ouane et Bah Ndaw, privés de liberté depuis le 24 mai 2021.
Bah N’Daw et Moctar Ouane sont finalement libérés de leurs résidences surveillées le 27 août 2021.

## Décorations
- Grand-croix de l'ordre national du Mali, de droit en qualité de président de la République.
  -  Officier de l'ordre national du Mali[3].
- Récipiendaire de la médaille du mérite militaire (it)[3].
- Récipiendaire de la médaille du mérite national (it)[3].